# Belmonde Dogo
Belmonde Dogo Myss Logboh (), née en 1975 ou 1976, est une femme politique ivoirienne membre du Rassemblement des houphouëtistes pour la démocratie et la paix (RHDP). Elle a été vice-présidente de l’Assemblée nationale de Côte d’Ivoire de 2016 à 2019. En septembre 2019, Myss Belmonde Dogo fait son entrée dans le gouvernement ivoirien, elle est nommée Secrétaire d'Etat, auprès du Ministère de la Femme, de la Famille et de l'Enfant, chargée de l'Autonomisation des Femmes. Réélue en mars 2021, pour un second mandat au parlement ivoirien, Myss Belmonde Dogo fait partie des femmes les plus influentes de la politique ivoirienne. Le 6 avril de la même année, elle est nommée, ministre de la Solidarité et de la Lutte contre la Pauvreté.

## Biographie

### Vie privée et expériences professionnelles
Belmonde Dogo est née d'un père ancien commandant de la gendarmerie nationale. Mère de deux enfants, elle est originaire de Galébré dans le département de Gagnoa (région du Gôh), dans le sud-ouest de la Côte d'Ivoire. Titulaire d'un master 2 en import-export, elle commence sa carrière professionnelle en 2001 dans la société de transit de Côte d’Ivoire (SOTRANCI). En 2010, Belmonde Dogo est nommée chef de service de SOTRANCI. Elle prend la conduite en 2013 de la Société ivoirienne de Transit et service (SITS), puis devient consultante en douanes, import-export en 2016.
Belmonde Dogo est catholique « engagée ».

### Carrière politique
Belmonde Dogo commence sa carrière politique en tant que militante du parti Union pour la Côte d’Ivoire (UPCI) de Gnamien Konan. Remportant le poste de députée dans la circonscription de Dignago-Galébré-Guibéroua (Sud-Ouest de la Côte d'Ivoire) pour le compte de l’UPCI en 2016, elle est élue vice-présidente de l'Assemblée nationale par ses pairs la même année. Activiste des droits des femmes lors du vote des lois concernant les femmes à l’hémicycle, Belmonde Dogo rejoint le Rassemblement des houphouëtistes pour la démocratie et la paix en 2018, en tant que directrice exécutive adjointe du parti. À partir du 4 septembre 2019, elle occupe au sein du gouvernement ivoirien, le poste de secrétaire d'État auprès du ministre de la Femme, de la Famille et de l'Enfant, chargée de l'Autonomisation des femmes.
Elle est nommée ministre de la Solidarité et de la Lutte contre la pauvreté le 6 avril 2021.
Elle occupe ce poste jusqu'au 5 octobre 2023. Le 17 octobre 2023, Belmonde Dogo est reconduite à ce poste. À son portefeuille ministériel s’ajoute celui de la Cohésion nationale.

## Engagements sociaux
Elle a organisé des aides d’urgence après des catastrophes et soutenu des programmes pour venir en aide aux femmes, aux enfants et aux familles pauvres,. Elle a aussi travaillé avec d’autres services pour financer de petits projets qui permettent aux femmes de gagner leur vie, grâce au Fonds d’appui aux femmes de Côte d’Ivoire (FAFCI). En 2022, elle a lancé des caravanes sociales dans plusieurs villes du pays pour permettre aux habitants d’avoir accès à des services comme la santé, l’éducation ou l’état civil.